# Novo Selo (Prnjavor, BiH)
Novo Selo je naselje u općini Prnjavor, Republika Srpska, BiH.